# The Killer on the Road
The Killer on the Road (im Original He Went That Way) ist ein Thriller von Jeffrey Darling, der auf einer wahren Begebenheit beruht und von einem Buch von Conrad Hilberry inspiriert ist. Der Film feierte im Juni 2023 beim Tribeca Film Festival seine Premiere. Am 5. Januar 2024 kam The Killer on the Road in ausgewählte US-Kinos und wurde am 12. Januar 2024 als Video-on-Demand veröffentlicht.

## Handlung
Im Jahr 1964 lernen sich auf der Route 66 der 19-jährige Serienmörder Bobby Falls und der berühmte Tierpfleger Jim Goodwin kennen.

## Produktion

### Wahre Begebenheit
The Killer on the Road basiert auf einer wahren Begebenheit. Im Jahr 1964 lernten sich der Tiertrainer Dave Pitts und der Serienmörder Larry Lee Ranes kennen und verbrachten drei Tage zusammen. Der Film ist von dem Buch Luke Karamazov von Conrad Hilberry inspiriert, in dem dieser den Bericht von Pitts verarbeitete.

### Filmstab und Besetzung
The Killer on the Road ist Jeffrey Darlings Regiedebüt bei einem Spielfilm. Er starb im März 2022, kurz nach Ende der Dreharbeiten bei einem Surfunfall in North Palm Beach in Sydney. Das Drehbuch schrieb Evan M. Wiener.
Zachary Quinto spielt Jim Goodwin und Jacob Elordi den Serienmörder Bobby Falls. Die Figuren basieren auf Dave Pitts und Larry Lee Ranes.

### Veröffentlichung
Die Premiere des Films erfolgte am 9. Juni 2023 beim Tribeca Film Festival. Am 5. Januar 2024 kam der Film in ausgewählte US-Kinos und wurde am 12. Januar 2024 als Video-on-Demand veröffentlicht. In Deutschland erschien The Killer on the Road am 16. August 2024 auf DVD und Blu-ray.

## Rezeption
Die Kritiken waren zu einem Großteil negativ.